# Forte Marghera
Forte Marghera é uma fortaleza do século XIX e também foi o antigo quartel do Exército Italiano localizado em Mestre, cerca de cinco quilômetros de Veneza. O Forte fazia parte do campo entrincheirado de Mestre e do sistema defensivo da lagoa. É hoje propriedade da cidade de Veneza, parque público, local de eventos e de produções culturais.
O nome é derivado da antiga vila de Marghera e ela, por sua vez também influenciou o nome do Porto de Marghera.

## História

### A fortaleza francesa e austríaca
A necessidade de construir uma fortaleza no ponto mais próximo do continente de Veneza foi observado após a queda da República de Veneza e do Tratado de Campoformio em 1797, pelos austríacos. Estes foram, de fato, os acontecimentos que deixaram todos conscientes de que a partir dessas posições os novos meios de artilharia poderiam chegar a Veneza, que por sua vez ficavam a apenas quatro quilômetros em linha reta.
O forte foi construído em uma área pantanosa na beira da lagoa de Veneza, atravessada por um labirinto de canais e pequenos canais. Em particular, atravessava o artificial e o décimo quarto Canal Salso, que ligava o porto de Mestre à Lagoa, representava a principal estrada de ligação entre Veneza e a terra firme. Além do canal sul, ramificou-se ao longo do aterro a estrutura individual feita pelos venezianos para reunir às águas do Brenta Vecchia e outros cursos de água, assim ficando longe das pistas de transporte e também da cidade lagoa, preservando-os assoreamentos e evitando a formação de ambientes propícios a malária. Ao norte, a uma distância curta em outro canal artificial, o canal Osellino, desviava às águas do rio Marzenego que iam em direção à Tessera: Este canal, em particular, graças a altitude da água, poderia ser utilizada para inundar o entorno da fortaleza em caso de necessidade, assim isolando quase que completamente a fortaleza. Nessa área já estava a antiga aldeia de Marghera, lá ficavam às lojas e a alfândega, estes eram incorporadas ao Forte: a igreja de Marghera, por exemplo, tornou-se em um quartel e a ponte do século XVI que ficava sobre o Canal Salso foi transformado em estoque após o revestimento; a única pousada da vila foi reutilizada como armazenamento.
Em 1805, foram iniciados trabalhos de pavimentação da antiga vila e assim criando o primeiro núcleo do forte, que foi reforçada pela presença de novas baterias em palafitas para proteger às vias navegáveis, que foram adicionados às fortificações venezianas existentes.
Em torno de 1806, às tropas de Napoleão surpreenderam a todos, mas o trabalho ainda estava atrasado. A fortificação então foi revista de acordo com o projeto inicial do arquiteto francês Maresco, que previa a criação de seis baluarte exteriores, uma dupla de fosso de cinta e de dois redutos laterais: um ao longo do canal Osellino e um outro ao longo do canal Brentella. O trabalho foi realizado sob a orientação do engenheiro geral e militar François-Joseph de Lery Chaussegros e, em seguida também pelo Chasseloup. Os dois redutos laterais, no entanto, foram realizados apenas no forte estrelado de Campalto, que controlava a fundamental eclusa do qual inundava os campos em entorno de Marghera.
Em 1809, quando ainda era intenso o trabalho de construção, Vêneto foi invadido pelo exército austríaco comandado pelo arquiduque João da Áustria. A aproximação do inimigo a guarnição francesa do forte, fez com os franceses preparasse os edifícios que cobriam as pistas de tiro, e após a preparação inundaram as terras a leste do forte conseguindo forçar os austríacos a atacar o lado ocidental, onde as fortificações já estavam concluídas e assim conseguindo repelir o inimigo.
Um novo ataque austríaco foi realizado em 1813, quando Veneza foi submetida a um cerco duro. Apesar do forte ter sido capaz de parar a agressão, o colapso geral do império francês significava o fim da posse dos franceses sobre Marghera. Em 16 de abril de 1814, os franceses cederam Marghera e após 10 dias, os austríacos tomaram posse do forte.
Após voltar em mãos Habsburgo, o forte foi reforçado com a criação de nova via navegável em torno da parede exterior, enquanto, por outro lado, eles levavam adiante o trabalho iniciado pelos franceses. Em 1842, os austríacos completaram a nova ferrovia Ferdinandea que do outro lado da lagoa em uma ponte ferroviária longa alcançou Veneza; a estrada de ferro foi aprovada para ficar a uma curta distância das muralhas da fortaleza para não dificultar o tiroteio e também serviria de rota de abastecimento.
Em 22 de março de 1848, a população em geral se rebelava nos motins do Risorgimento de Veneza, levantaram-se, pegaram no Arsenal e proclamaram a República de São Marcos dirigido por Daniele Manin e Niccolò Tommaseo, os habitantes de Mestre com a ajuda dos trabalhadores da estrada de ferro, forçaram a guarnição austríaca a ceder a fortaleza de Marghera.
No entanto, em junho de 1849 o exército austríaco, vitorioso na frente ocidental contra as forças do Reino da Sardenha, virou-se contra a República de Manin. Acampando em Mestre, o exército Habsburgo pôs um cerco em Marghera, onde tinham barricadas com 2500 patriotas na sua maioria voluntários de diversas regiões da Itália. Depois de um longo período de estagnação, na madrugada do dia 27 de outubro, as forças venezianas saíram em massa a partir do Forte, assaltando Mestre, libertando-a dos austríacos; foi a surtida de Forte Marghera. A operação teve efeitos, no entanto, apenas temporários; reocupando a aldeia, os austríacos começaram a esmagar a resistência do forte apertando o cerco com um exército de cerca de 30.000 homens sob o comando do general Haynau e martelando duro com a artilharia até que, no dia 27 de maio, as tropas venezianas abandonaram as barricadas e recuaram em direção a Veneza. Estes, apenas protegidos pelas águas da lagoa, perto da terra e do mar e vulneráveis a tiros da artilharia austríaca e finalmente em 22 de agosto de 1849, os austríacos conquistaram Veneza.
Nessa ocasião, foram destacados os limites da Fortaleza frente ao progresso da arte e do assédio; na frente de um exército bem organizado e equipado com artilharia e na ausência de linhas de abastecimentos e forças externas capazes de conduzir operações de desengajamentos, as estruturas do forte não poderiam por si só assegurarem a defesa de Veneza.

### A fortaleza italiana
Com a liberação de Veneto em 1866, no final da terceira guerra da independência, o Forte Marghera se tornou o centro da reorganização militar iniciada pelo Reino da Itália na praça militar em Veneza. O novo reino, de fato, considerava a cidade vital para a defesa de todo o setor norte-oriental de uma possível invasão da Áustria.
Servido por uma estrada de ferro eficiente garantidos por linhas terrestres e marítimas de comunicação, o centro nervoso da nova Marinha graças a presença do arsenal, os campos de Veneza tornaram-se em projetos militares um acampamento fortificado, que era capaz de agir como uma fortaleza, um centro de recolha e de cobertura e, portanto, o campo era essencial para o controle do território pelo Exército Real. Este campo teve que ser interligado com outro grande acampamento fortificado na Europa norte-oriental: o sistema defensivo de Verona e das fortalezas do quadrilátero. Foi, portanto, desenvolvido um plano para erguer novas fortificações ao redor do pino de Forte Marghera; era o campo entrincheirado de Mestre.
Em primeiro lugar, o exército teve de lidar com as deficiências evidenciadas durante os eventos de 1849. As fortificações de Marghera foram revistas e foram expandidas, novas peças de artilharia foram instaladas. As muralhas, as cortinas e as lunetas do forte foram aparadas em 1881, com um total de 85 peças de artilharia:
- 6  canhões da 16 G.R.;
- 22 canhões da 12 G.R.;
- 9  canhões da 9 B.R.;
- 17 canhões da 13 G.L.;
- 15 canhões da 12 G.L.;
- 10 canhões da 9 G.L.;
- 2  argamassas da 27 G.;
- 4  argamassas da 15 G.;

Depois de completar estes trabalhos foram iniciados os preparativos para a realização de outros fortes do campo:
- Forte Gazzera, a noroeste, concluída em 1883;
- Forte Carpenedo, a norte, concluída em 1887;
- Forte Tron, a sudoeste concluída em 1887.

No início do século XX as tensões crescentes que conduziram depois à Primeira Guerra Mundial trouxeram nova importância para o sistema defensivo de Mestre e com isso foi realizado um novo cinto de fortificações.
- Forte Rossarol, a nordeste, concluído em 1907;
- Forte Pepe, a nordeste, concluído em 1909;
- Forte Poerio, a sudoeste, concluído em 1910;
- Forte Cosenz, a norte, concluído em 1911;
- Forte Mezzacapo, a noroeste, concluído em 1911;
- Forte Sirtori, a oeste, concluído em 1911.

Após a eclosão da Primeira Guerra Mundial, em 1915, o sistema de defesa de Mestre estava completo e em pleno funcionamento. Todavia, os desenvolvimentos inesperados do conflito se transformaram em guerra de trincheiras, e a vulnerabilidade mostrada pelas fortificações de fronteira empurraram o alto comando italiano a ordenar, em setembro daquele mesmo ano, o desmantelamento das baterias de proteção do campo de Mestre, que foram enviadas para reforçar a frente. Após o desastre da batalha de Caporetto, foram salvos pela resistência no Piave e ao final da guerra, em 1918, abandonaram a base naval do arsenal de Veneza a favor das bases mais seguras em La Spezia e Taranto. Em consequência disso, foi diminuída a função militar do acampamento entrincheirado de Mestre, cujas estruturas foram gradualmente transformadas em quartéis, paióis e depósitos para o abandono final na década de 1980.

### Estrutura

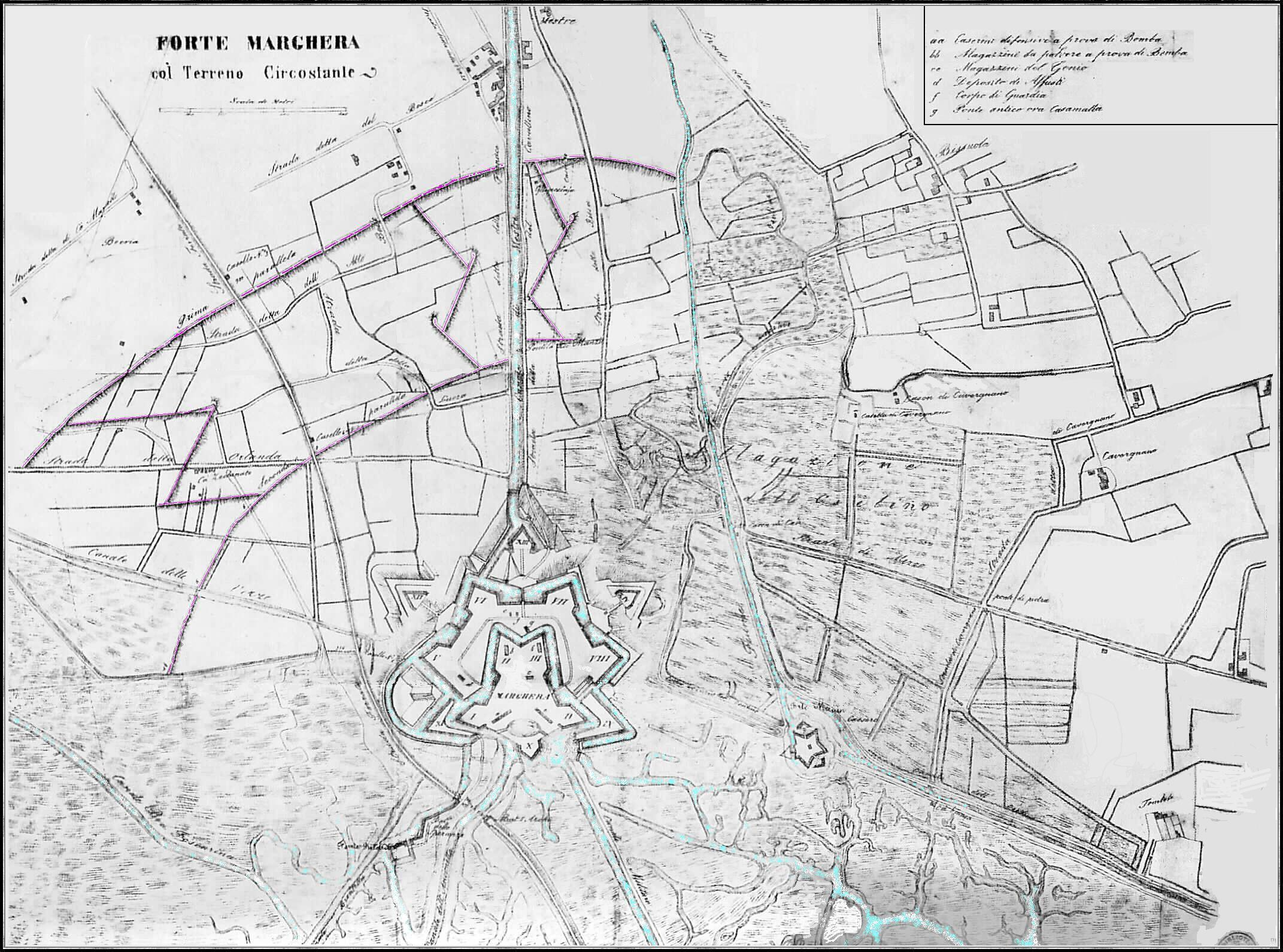
Mapa antigo do Forte Marghera, no centro, com - à direita - o reduto Forte Manin para controlar as eclusas do canal Osellino. O eixo da planta está no norte-oeste.

Forte Marghera é um exemplo clássico da fortificação moderna. Cobrindo uma área de 48 hectares, é construído na virada do Canal Salso, em linha com a rota original do canal (noroeste - sudeste), que agora vagueia principalmente no lado ocidental e rodeia e cruza com uma série de canais navegáveis.
O núcleo central do forte, que contém o reduto central, é pentagonal com quatro baluartes. No lado sudeste, voltado para a direção de Veneza, há uma marina doca e é projetado para garantir conexões e abastecimentos à Veneza. O acesso à terra foi feita em frente na direção de Mestre. Aqui, perto do porto, há dois quartéis de dois andares, construído pelos franceses (1805-1814). Feito de pedra da Ístria e com cobertura anti-explosão, foram projetados para abrigar as tropas (com uma capacidade de 150 a 200 homens cada), mas também a proteção de uma eventual evacuação agindo através da sua estrutura maciça, por baluarte. Também no edifício principal, por trás das muralhas da frente existem dois barril de pólvora: têm teto abobadados à prova de bombas e acabamentos em pedra de Ìstria. E datam de um período francês e austríaco. Junto com o forte foi escavado um canal militar para alcançar mais rapidamente a lagoa, diretamente ligada à marina.
No exterior do edifício principal há quatro baluartes defensivos de construção francesa, acompanhado lateralmente por duas contra-guarda. O complexo está rodeada por um fosso duplo conectado ao Canal Salso que separa o edifício principal das muralhas exteriores e os campos.
Distante do corpo central, na direção de Mestre, no lado noroeste, são três lunetas destinadas a melhorar a capacidade defensiva do forte, ampliando suas capacidades ofensivas várias centenas de metros e permitindo operações de lançamento.
As estruturas da fortaleza foram feitas com material do aterro proveniente da escavação de canais e valas e reforçadas na parte inferior pela pedra macigna projetada para proteger encostas de erosões hídricas. No topo do aterro, cerca de cinco metros do nível do solo foram colocadas as baterias de artilharia colocados na posição aberta à baba. As peças individuais foram separados uns dos outros por cruzes de terra, destinadas a conter os danos causados por explosões; no lado norte-oriental, no entanto, poços de concretos destinam-se para abrigar as novas baterias de oito canhões criados no século XX. Existem inúmeras outros edifícios secundárias que datam do século XX para servirem de lojas e armazéns.
No anel exterior está incorporado o único artefato sobrevivente da aldeia original de Marghera; três arcos de uma ponte do século 16, agora encimado por um edifício. Em cada bastião tinha um barril de pólvora e um quartel, a ultima foi feita em torno da década de oitenta do século XIX. As paredes do quartel são muito grossas e arredondadas sobre o lado de fora com fendas para a artilharia. Em um deles, que agora abriga o Museu de Artilharia, encontra-se o pequeno cemitério que abriga os mortos do cerco de 1849.
Não muito longe do forte, o Parque de San Giuliano de hoje e o reduzido Forte Manin faziam parte do complexo defensivo, destinado ao controle da eclusa do Osellino do qual poderiam controlar as inundações sobre a paisagem circundante. Tem a forma de estrela de cinco pontas com três pequenos gravetos de fora todos protegidos por um fosso duplo. 

## Arte Contemporânea
Forte Marghera é também o local de uma série de iniciativas relacionadas com a arte contemporânea. No pavilhão, uma estrutura de Palmanova, com mais de mil m², localizado perto da doca elíptica e na caserna francesa são feitas residências, oficinas e projetos de pesquisa.